# Neubleiche
Neubleiche ist eine Wüstung im Statistischen Bezirk 10 der kreisfreien Stadt Nürnberg.

## Geographie
Der ehemalige Weiler lag auf freier Flur auf einer Höhe von 306 m ü. NHN an einem Weiher, der vom Siechgraben und von der Schütt- und Spitalwasserleitung gespeist wurde, die 0,5 km weiter nördlich zwischen Kressen- und Vogelsgarten als linke Zuflüsse der Pegnitz münden. 0,2 km nordwestlich befand sich der Dürrenhof, 0,3 km südlich lag St. Peter, 0,5 km östlich Gleißhammer. Heute erinnert die Straßenbezeichnung Neubleiche an den Ort.

## Geschichte
Im 15. Jahrhundert wurden schwäbische Barchentweber angesiedelt. Eine erste Bleiche wurde auf der Insel Schütt angelegt. 1490 wurde eine weitere Bleiche angelegt und als „unsere herren bleich“ erwähnt, da sie der Reichsstadt Nürnberg direkt unterstand. Für die ursprüngliche Bleiche bürgerte sich die Bezeichnung Alte oder Untere Bleich an, während die jüngere Bleiche Neue oder Obere Bleich genannt wurde. Im 18. Jahrhundert diente sie der Rotgerberei.
Gegen Ende des 18. Jahrhunderts gab es in neue Bleich (auch obere Bleich genannt) ein Anwesen. Das Hochgericht übte die Reichsstadt Nürnberg aus, was aber vom brandenburg-ansbachischen Vogtamt Schönberg bestritten wurde. Grundherr war das Zinsmeisteramt der Reichsstadt Nürnberg.
Im Rahmen des Gemeindeedikts wurde Neubleiche dem 1808 gebildeten Steuerdistrikt Gleißhammer und der im selben Jahr gegründeten Ruralgemeinde Gleißhammer zugeordnet. 1825 wurde Neubleiche nach Nürnberg eingemeindet.
Von 1829 bis zur Stilllegung der Mühle im Jahr 1954 wurde in Neubleich Gips gemahlen. 1979 trug man die Gebäude ab, das Interieur der Gipsmühle kam ins Museum Centrum Industriekultur.

### Einwohnerentwicklung
| Jahr      | 001818 | 001824 | 001840 |
| Einwohner | 34     | 29     | 36     |
| Häuser    | 5      | 4      | 6      |
| Quelle    | [ 6 ]  | [ 4 ]  | [ 7 ]  |

## Religion
Der Ort war seit der Reformation überwiegend protestantisch. Ursprünglich waren die Einwohner evangelisch-lutherischer Konfession nach St. Lorenz (Nürnberg) gepfarrt, später nach St. Peter (Nürnberg).